# كثافة القدرة
كثافة القدرة، والتي تعرف بأنها كمية الطاقة (معدل الوقت لنقل الطاقة) لكل وحدة حجم، هي معلمة حاسمة تستخدم عبر مجموعة من التخصصات العلمية والهندسية. يُعد هذا المقياس، والذي يُشار إليه عادةً بالواط لكل متر مكعب (وات/م 3)، بمثابة مقياس أساسي لتقييم فعالية وقدرة الأجهزة والأنظمة والمواد المختلفة بناءً على توزيع الطاقة المكانية الخاصة بها.
يجد مفهوم كثافة القدرة تطبيقًا واسعًا في الفيزياء والهندسة والإلكترونيات وتكنولوجيا الطاقة. تلعب دورًا محوريًا في تقييم كفاءة وأداء المكونات والأنظمة، وخاصة فيما يتعلق بالطاقة التي يمكنها التعامل معها أو توليدها بالنسبة لأبعادها أو حجمها المادي.

## أمثلة
| مواد التخزين          | نوع الطاقة      | القدرة النوعية (واط/كجم) | كثافة القدرة (وات/م 3 ) |
| --------------------- | --------------- | ------------------------ | ----------------------- |
| الهيدروجين (في النجم) | الاندماج النجمي | 0.00184                  | 276.5                   |
| البلوتونيوم           | اضمحلال ألفا    | 1.94                     | 38,360                  |
| المكثفات الفائقة      | السعة           | حتى 15000                | عامل                    |
| ليثيوم أيون           | كيميائي         | ~250–350                 | ~700                    |